# Yu Nakasato
Yu Nakasato (født 14. juli 1994) er en japansk fodboldspiller. Hun er medlem af Japans kvindefodboldlandshold.

## Japans fodboldlandshold
| Japans landshold | Japans landshold | Japans landshold |
| År               | Kmp              | Mål              |
| ---------------- | ---------------- | ---------------- |
| 2016             | 3                | 0                |
| 2017             | 13               | 0                |
| 2018             | 4                | 0                |
| Total            | 20               | 0                |